# Trepidation-Gletscher
Der Trepidation-Gletscher (von englisch trepdidation ‚Beklommenheit, Angst‘) ist ein kleiner Gletscher an der Hillary-Küste im ostantarktischen Viktorialand. Er mündet zwischen dem Moraine Bluff und dem Red Dike Bluff in die Ostflanke des Skelton-Gletschers.
Die neuseeländische Mannschaft der Commonwealth Trans-Antarctic Expedition (1955–1958) nahm 1957 Vermessungen und die Benennung vor. Namensgebend waren die Begleitumstände, unter denen ein Flugzeug bei dieser Forschungsreise versuchte, auf der zerklüfteten Eisfläche am Fuß des Gletschers zu landen.